# Abraham Duquesne
Abraham Duquesne (Dieppe, 1610 – Parigi, 2 febbraio 1688) è stato un ammiraglio francese.
Fu uno dei principali ufficiali di marina francesi del XVII secolo. Nato non di nobili origini, ottenne il titolo di barone d'Indret nel 1650 e quello di marchese di Quesne nel 1682.

## Biografia

### I primi anni

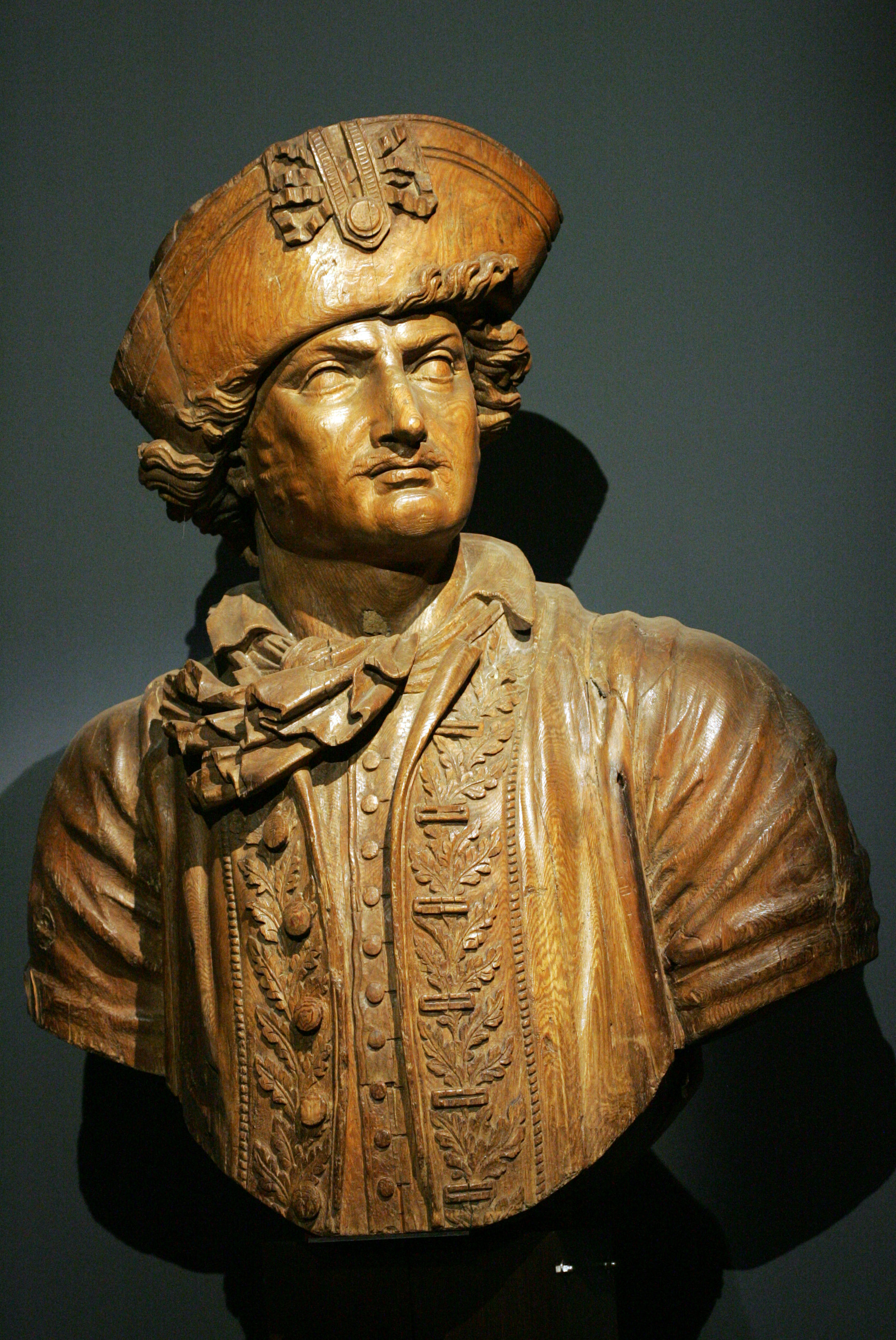
Busto dell'ammiraglio Duquesne

Nato a Dieppe, un porto navale francese, nel 1610, era un ugonotto. Figlio di Abraham Duquesne (1570-1635), armatore e capitano di vascello nella marina francese calvinista e di sua moglie, Marthe de Caux, entrambi originari della Normandia. I primi anni il giovane Abraham li trascorse a Dieppe dove frequentò la locale scuola idrografica. Nel 1627, all'età di 17 anni, entrò nella marina reale a bordo del Petit Saint-André come tenente di suo padre. Quando suo padre si ammalò gravemente, egli li rimpiazzò e portò a compimento la presa di una nave mercantile olandese, la Berger, che riportò a Dieppe e donò al servizio della città. L'anno successivo comandò un vascello all'assedio di La Rochelle contro i protestant guidati da Jean Guiton. Pur combattendo da protestante contro altri protestanti, Duquesne rimase fedele al dovere ma anche alle proprie convinzioni religiose.

### La carriera militare

#### Combattimenti nel Mediterraneo nell'ambito della Guerra dei Trent'anni

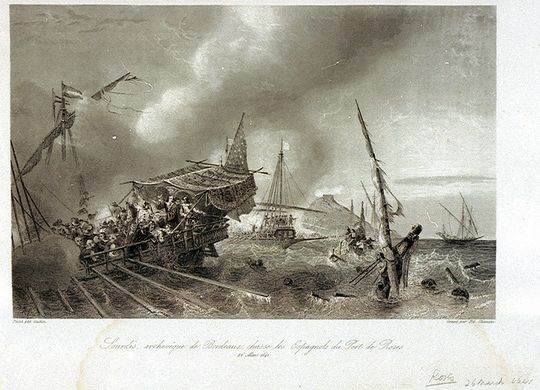
Sourdis, arcivescovo di Bordeaux, caccia gli spagnoli da porto di Roses (26 marzo 1641). Incisione da un dipinto di Théodore Gudin.

Nel 1635 venne nominato capitano di vascello della marina francese e con la morte di suo padre, ne prese le funzioni e assaltò come primo incarico uno squadrone spagnolo che scortava un convoglio di navi mercantili provenienti dalla Svezia. L'anno successivo, a bordo della Neptune, si batté nel Mar Mediterraneo contro gli spagnoli in Bretagna e in Normandia, agli ordini del conte d'Harcourt e dell'arcivescovo di Bordeaux, monsieur de Sourdis. Partita alla volta dell'Isola di Ré il 23 giugno 1636, la flotta francese attraccò alle Isole di Lerino, situate al largo di Cannes, un mese più tardi. Questa isola era allora parte dei domini spagnoli i quali l'avevano pesantemente fortificata al fine di renderla inespugnabile. L'Isola di Santa Margherita era dotata di cinque forti, mentre sull'Isola di Sant'Onorato trovava spazio un solo forte. Alla presa dell'isola nel 1635, egli si distinse per le azioni militari sull'isola che perdureranno per nove mesi. Nel 1637 si scontrò nuovamente nel Mediterraneo contro gli spagnoli e i pirati barbareschi.

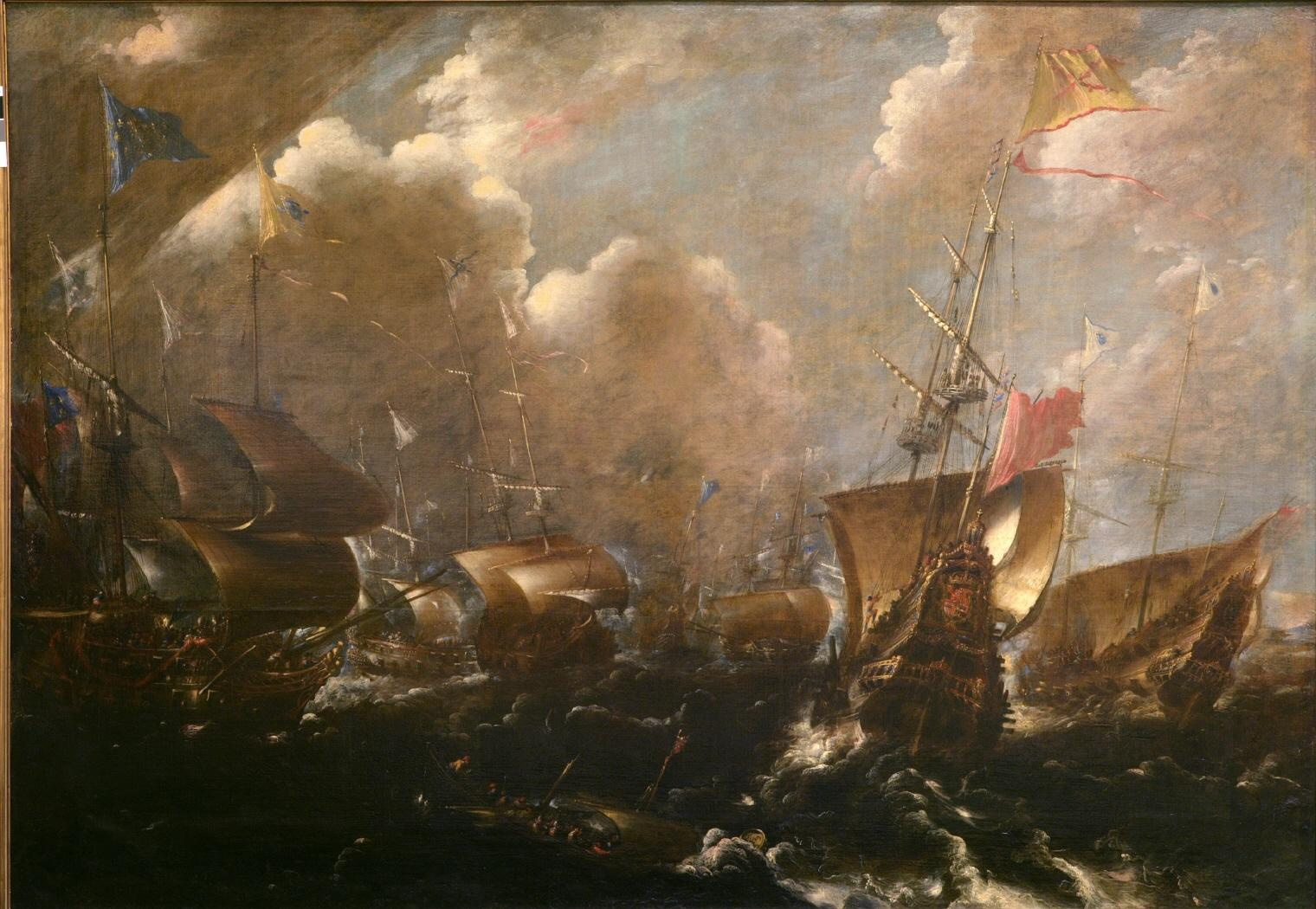
La battaglia navale di Guetaria del 22 agosto 1638 in un dipinto di Andries Van Eertvelt

Di ritorno a Brest, si occupò di rinforzare le difese del porto della città. Nel 1638 ritornò al comando della Saint-Jean e stazionò a Belle-Isle-en-Terre. Forte di trentasei vascelli di linea, dodici vascelli incendiari e quattro sloop, fece vela verso le coste spagnole e sulla città di Fontarrabie, dove le armate francesi vennero battute. Il 22 agosto 1638, si distinse nella Battaglia di Gatari sempre a bordo della Saint-Jean, dotata di 24 cannoni, un particolare attacco coordinato gestito contemporaneamente su mare e su terra, grazie a un'armata di 12.000 uomini agli ordini del principe di Condé. Il cardinale Richelieu gli scrisse una lettera e lui contraccambiò nell'occasione dimostrando lealtà e affezione. Malgrado una vittoria della flotta francese, la città verrà ripresa l'anno successivo dagli spagnoli.
Sempre impiegato nell'armata navale dell'arcivescovo di Bordeaux, nel 1639 prese parte attiva alle operazioni sulla Costa di Biscaglia e prese parte alla presa di Laredo e di Santoña dove comandò la Maquedo, un bastimento spagnolo preso al nemico. Successivamente, ricevuto l'ordine di abbordare un grosso galeone presso Santoña, si lanciò intrepidamente all'assalto a bordo di una scialuppa e rimase ferito da un colpo di moschetto al mento. Malgrado la gravità della ferita, si riprese presto e riprese la via del mare.
Nel 1641, assieme ad altri quattro capitani di marina, prese altri cinque vascelli spagnoli sotto i cannoni di Rosas. Si segnalò così nel combattimento a Terragona del 4 luglio di quell'anno, a quello di Barcellona il 9 agosto e a quello al largo del capo di Gata, dove venne nuovamente ferito, il 3 settembre 1643. Il giovane ufficiale perse nel frattempo sia l'arcivescovo di Bordeaux che Richelieu, che morì alla fine del 1642, due protettori che avevano saputo cogliere il suo grande talento militare. Ritrovò un valido patrono nella persona dell'ufficiale Maillé-Brézé. Rimase in servizio attivo sino al 1644 quando, per motivi sconosciuti, venne costretto a lasciare la marina militare francese.

#### Al servizio della marina reale svedese e il periodo della Fronda
Durante il periodo convulso della minore età di Luigi XIV di Francia, ricevette una lettera dal cardinale Mazzarino con la quale gli veniva chiesto di abbandonare la marina reale francese ed egli ubbidì. Con il fratello Jacob si pose quindi al servizio della marina reale svedese dove venne subito promosso al rango di ammiraglio maggiore in virtù dei successi ottenuti e della fama guadagnata al servizio della regina Cristina di Svezia dal 14 settembre e prese parte con questa marina alla guerra di Torstenson, dove il Regno di Svezia si contrappose a quelli di Danimarca e Norvegia. Durante questa guerra combatté sotto gli ordini di Carl Gustaf Wrangel, divenuto comandante della flotta svedese alla morte dell'ammiraglio Clas Fleming, di cui Duquesne divenne comandante in seconda. Sconfisse completamente la flotta svedese comandata dalla fregata Regina (34 cannoni) diretta personalmente da Cristiano IV di Danimarca proprio davanti a Göteborg.

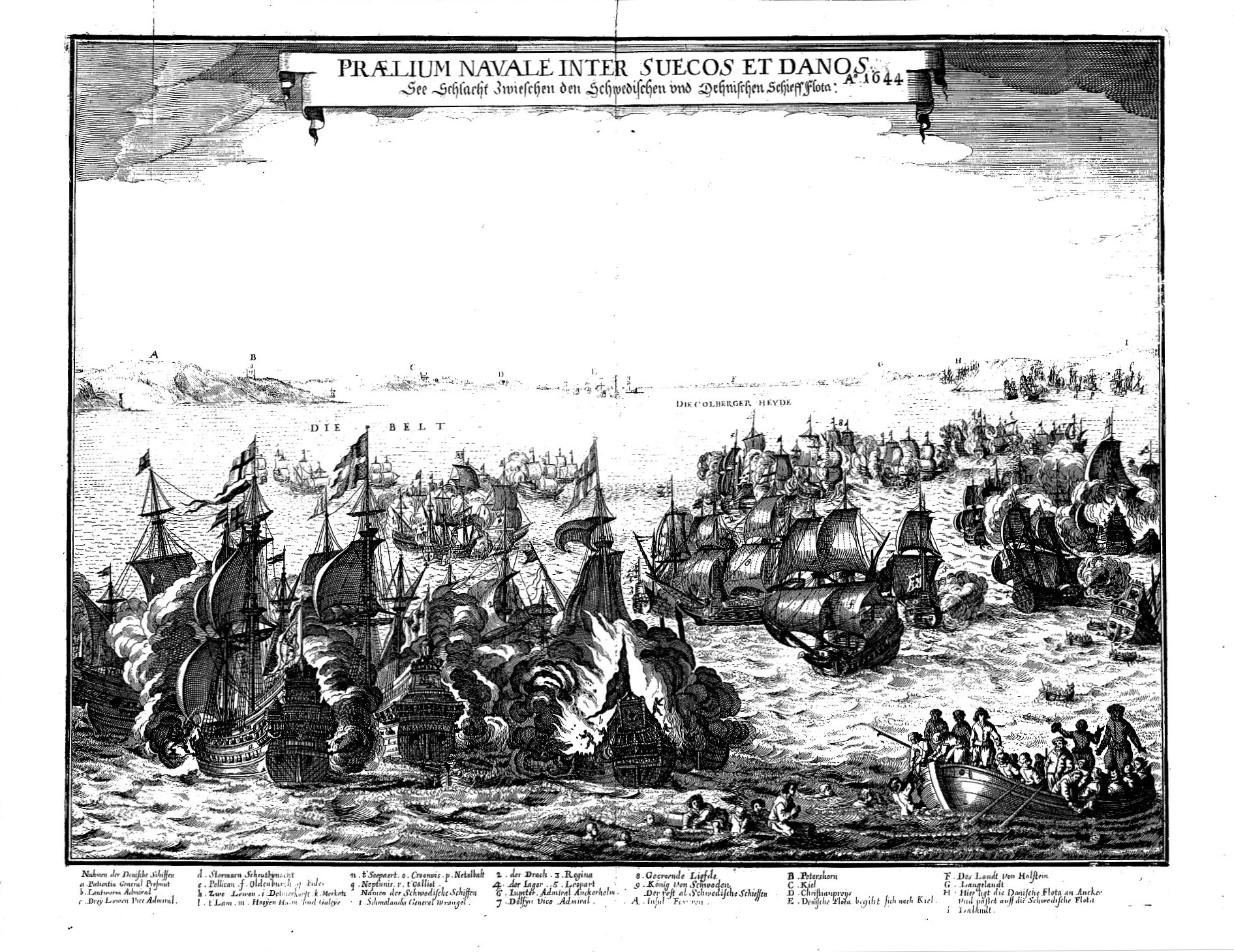
La battaglia di Fehmarn, 13 ottobre 1644

Il 13 ottobre 1644, durante la Battaglia di Fehmarn, prese parte a una nuova vittoria sulla flotta danese nel corso della quale l'ammiraglio Pros Mund venne ucciso e la sua nave ammiraglia, la Patientia, venne catturata dagli svedesi. Fu lui che venne designato da Wrangel per guidare l'assalto alla nave ammiraglia danese a bordo della quale trovò il re. Suo fratello si distinse anche lui nei combattimenti e venne nominato capitano di vascello.
Con il ritorno della pace, nel 1645, tornò in Francia e prese parte ad alcune imprese nella squadra dei suoi fratelli, battendo gli inglesi e gl spagnoli nel 1650 a Bordeaux.
Durante la Fronda rimase fedele al re e armò i suoi fratelli contro i frondeurs. Alla fine della Fronda era intenzionato a fare ritorno in Svezia, ma per ragioni ignote rimase in Francia. Entrò in affari con l'allora sovrintendente delle finanze del regno Fouquet.
Nel 1682 prese di mira Algeri, ma nel 1684 lo troviamo a bombardare Genova. Calvinista, non fu proscritto dopo la revoca dell'editto di Nantes.

#### Il ritorno nella marina reale francese

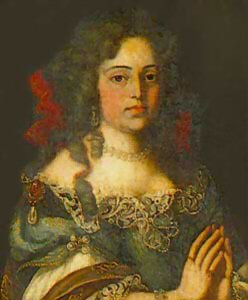
La duchessa di Nemours che Duquesne scortò in Portogallo in vista del suo matrimonio con il re Alfonso VI

Nel 1661, alla morte di Mazzarino, Jean-Baptiste Colbert gli succedette. Quest'ultimo aveva in grande stima Duquesne e pertanto lo reintegrò nella marina francese e prese parte alle prime operazioni navali del regno di Luigi XIV. Ottenne il comando della Saint-Louis, di cui verificò l'armamento con delle operazioni contro i pirati barbareschi del mediterraneo nel 1662-1663. Nel 1665 venne nominato comandante di squadra sulla Vendôme (72 cannoni e 600 uomini d'equipaggio). Nel luglio del 1666, fu alla testa della scorta incaricata di condurre a Lisbona la duchessa di Nemours per sposare per procura Alfonso VI del Portogallo.
La flotta francese era allora in guerra con l'Inghilterra e con le Province Unite nel mare del Nord. Duquesne si unì dunque alla squadra di François de Vendôme, duca di Beaufort, di cui divenne il braccio destro. Nel 1669 venne nominato vice ammiraglio della marina militare francese sotto l'egida del conte d'Estrées, nominato vice-ammiraglio della flotta di Ponente. Una volta promosso, venne inviato nel Mediterraneo in soccorso a Candia, assediata dagli ottomani, ma giunse troppo tardi e la flotta francese subì una sconfitta.
Di ritorno in Francia i suoi rapporti con il conte d'Estrées si incrinarono e peggiorarono significativamente in breve tempo a causa dell'invidia dell'uno nei confronti dell'altro e la cosa peggiorò a tal punto che fu costretto a intervenire Colbert per convincerli insieme a collaborare per affrontare la flotta olandese dell'ammiraglio Ruyter.

#### La guerra d'Olanda
Il 7 giugno 1672 fu posto al comando della Terrible (68-70 cannoni), e prese parte alla battaglia di Solebay contro la marina olandese sotto il comando del conte d'Estrées, a sua volta sotto gli ordini del duca di York.. Egli a ogni modo compì manovre troppo lente per sostenere efficacemente il conte d'Estrées al punto che egli non rispose più agli ordini di attacco del duca di York e lasciò fuggire la flotta olandese allorché la flotta anglo-francese si trovasse in posizione nettamente favorevole. Quello che apparentemente sembrava un gesto insensato, in realtà corrispondeva alle istruzioni segrete date da Luigi XIV ai due ammiragli per non impegnare troppo la flotta francese nei combattimenti. Il marchese de Martel, per essersi rifiutato di eseguire questi ordini a sua detta disonorevole, venne inviato alla Bastiglia.
La carriera di Duquesne sembrava a ogni modo destinata a entrare in un declino irreversibile e pertanto scrisse una lettera a Colbert per giustificare la propria condotta, gettando ulteriore discredito sul conte d'Estrées.
A ogni modo, con l'entrata in guerra della Spagna nel 1673 e la rivolta di Messina nel 1674, si aprì un secondo fronte bellico nel Mediterraneo. Duquesne, posto al comando della Saint-Esprit (72 cannoni), venne scelto per affiancare il duca di Vivonne e si ritrovò comandante dell'Escadre de la Méditerranée nel 1674] L'11 febbraio 1675 la flotta francese composta di sei vascelli, una fregata e due navi incendiarie, si scontrò con ventinove vascelli e quattordici galere spagnole. Un invio di rinforzi da Messina mise in fuga gli spagnoli. Durante la battaglia, Duquesne catturò un vascello di 44 cannoni.
Il 17 agosto successivo prese la città di Augusta in provincia di Siracusa, in Sicilia, ma l'anno successivo dovette affrontare un combattimento ben più duro. In effetti Guglielmo di Nassau, principe di Orange nonché stadtholder delle Province Unite inviò in soccorso degli spagnoli nell'area una flotta olandese comandata dal più grande capitano dei suoi tempi, l'ammiraglio Michiel de Ruyter.
Nella Battaglia di Alicudi, l'8 gennaio 1676, riuscì a trionfare e mise in fuga la flotta di Ruyter; il 22 gennaio entrò trionfalmente a Messina. Da Versailles ricevette una lettera scritta direttamente da Luigi XIV:
Saint-Germain, lì 26 febbraio 1676
Luigi»
Questa lettera venne accompagnata da una lettera di Colbert, anch'essa piena di elogi:

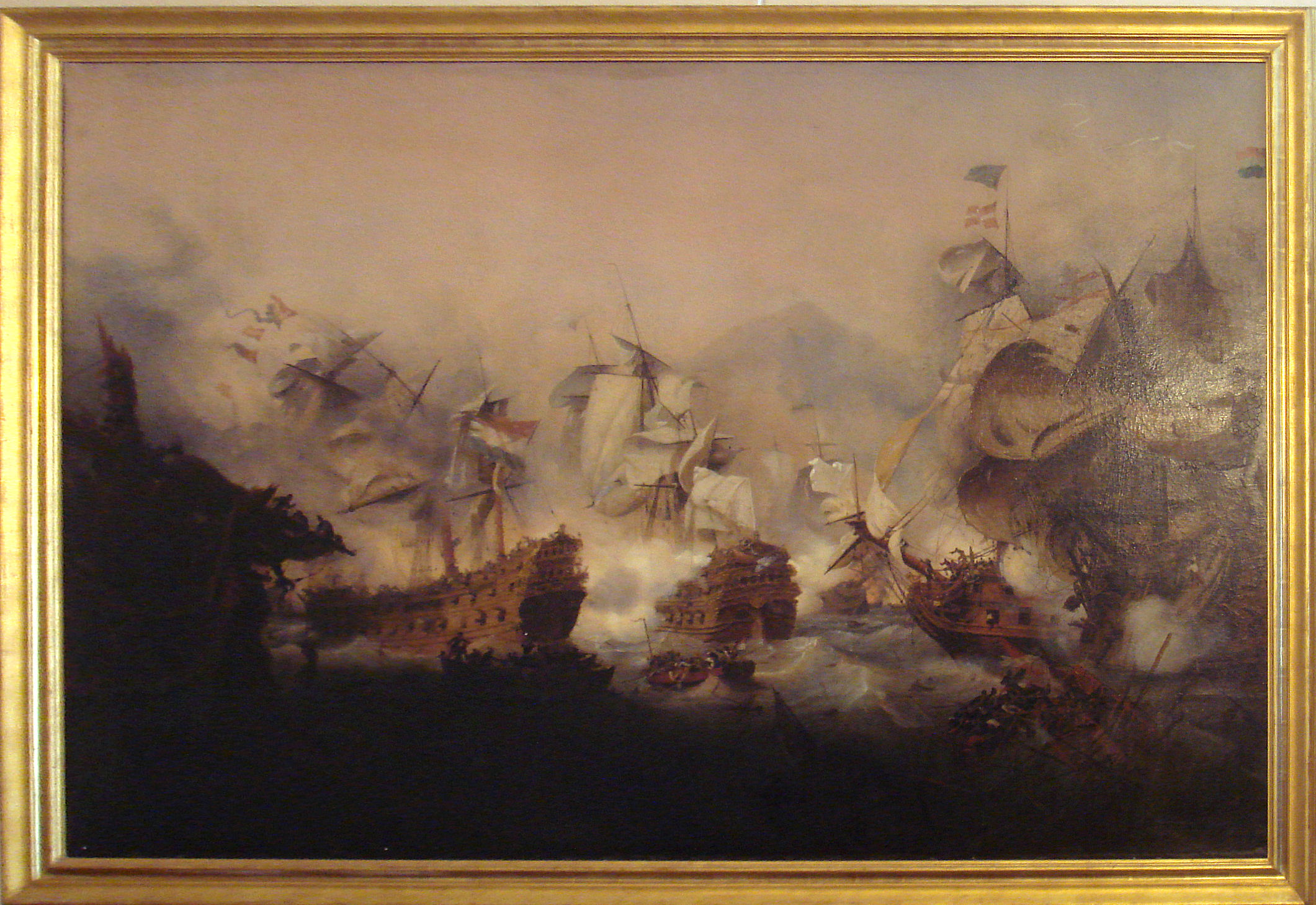
La Battaglia di Agosta del 22 aprile 1676 in una tela di Ambroise Louis Garneray

Duquesne riprese il mare e affrontò nuovamente gli olandesi nella Battaglia di Agosta il 22 aprile 1676; ma lasciò che fosse la sua avanguardia a scontrarsi. Il marchese d'Alméras che la comandava rimase ucciso nel combattimento.
Nel corso di queste due battaglie, Duquesne non riuscì a ottenere vantaggi significativi sulle squadre ispano-olandesi, anche se l'ammiraglio Ruyter venne ferito mortalmente nella battaglia di Agosta e la sua morte segnò la fine dell'alleanza tra olandesi e spagnoli e la fine dei combattimenti nel Mediterraneo.
La vittoria decisiva alla Battaglia di Palermo, il 2 giugno 1676, venne ottenuta grazie al genio di Anne Hilarion de Costentin de Tourville, con Duquesne a bordo della Saint-Esprit. La nave ammiraglia spagnola, la Nuestra Señora del Pilar, venne distrutta da una nave incendiaria francese e l'ammiraglio don Francisco de la Cerda rimase ucciso, così come l'ammiraglio olandese Jan den Haen. Infine, la flotta alleata perse dodici vascelli e 3000 uomini. Duquesne si rivelò incapace di inseguire il resto delle forze olandesi e ottenne pertanto l'autorizzazione dal duca di Vivonne di lasciare la Saint-Esprit, danneggiata dalla campagna, e passare sulla Royal-Louis, «uno dei più bei bastimenti della flotta da guerra francese, con 120 cannoni.»
Quando venne siglata la Pace di Nimega, nel 1679, Duquesne aveva 70 anni.

#### Missioni nel Mediterraneo

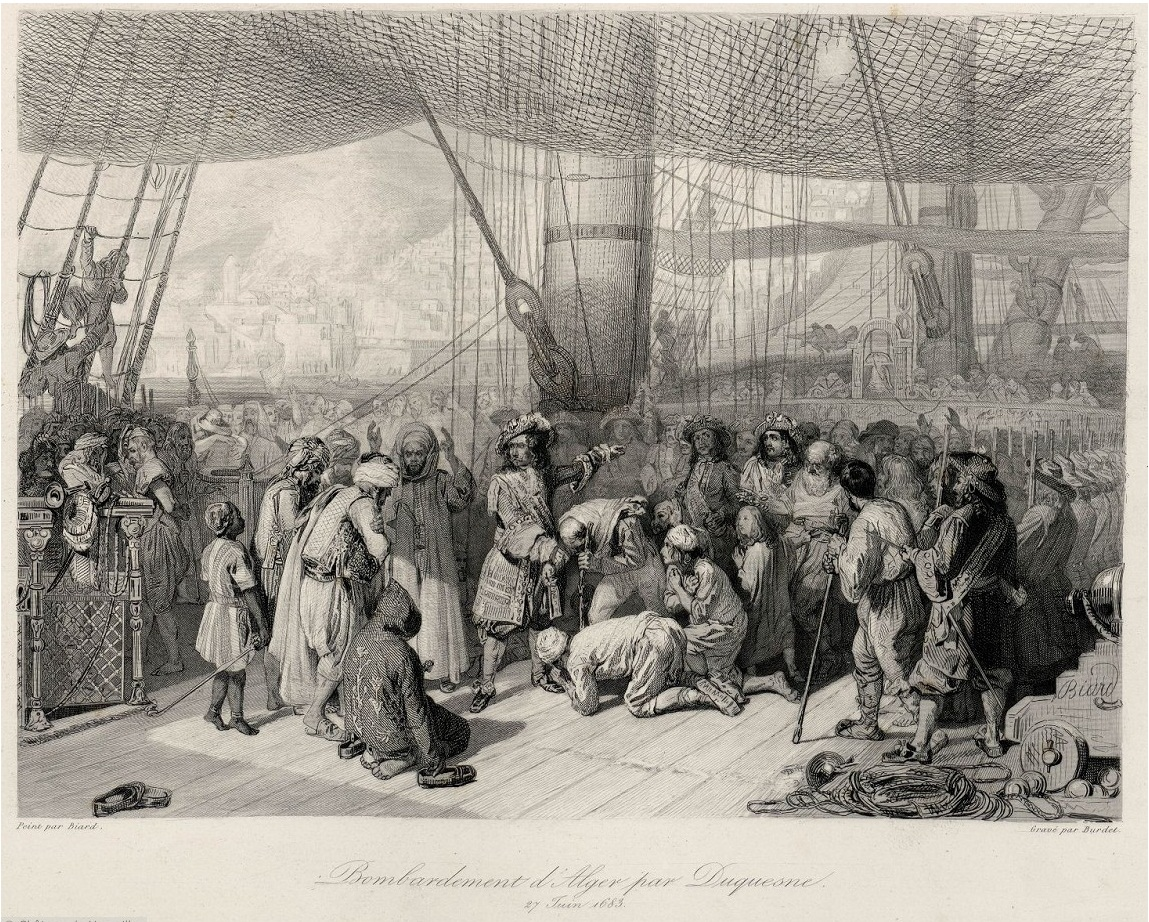
Liberazione dei prigionieri cristiani dopo il bombardamento di Algeri nel 1683 (incisione allegorica del XIX secolo)

Dopo qualche mese di riposo, era il 26 agosto 1680 quando Duquesne si trovò davanti a Tripoli. Il marchese d'Amfreville, comandante della Fort, batté da solo sei bastimenti nemici. Con sette navi, egli proseguì alla volta di Tripoli dove diverse navi di corsari e pirati barbareschi provenivano, e specificatamente nell'ansa di Chio, possedimento dell'Impero ottomano, il 23 luglio 1681. Quando il governatore del palazzo locale si rifiutò di lasciare la città ai francesi, il marchese cannoneggiò il forte e la città in blocco. Questa violazione della neutralità turca non era nello stile di Luigi XIV che subito provvedette a pagare 80.000 corone tramite i mercanti francesi a Costantinopoli per placare l'ira del sultano.

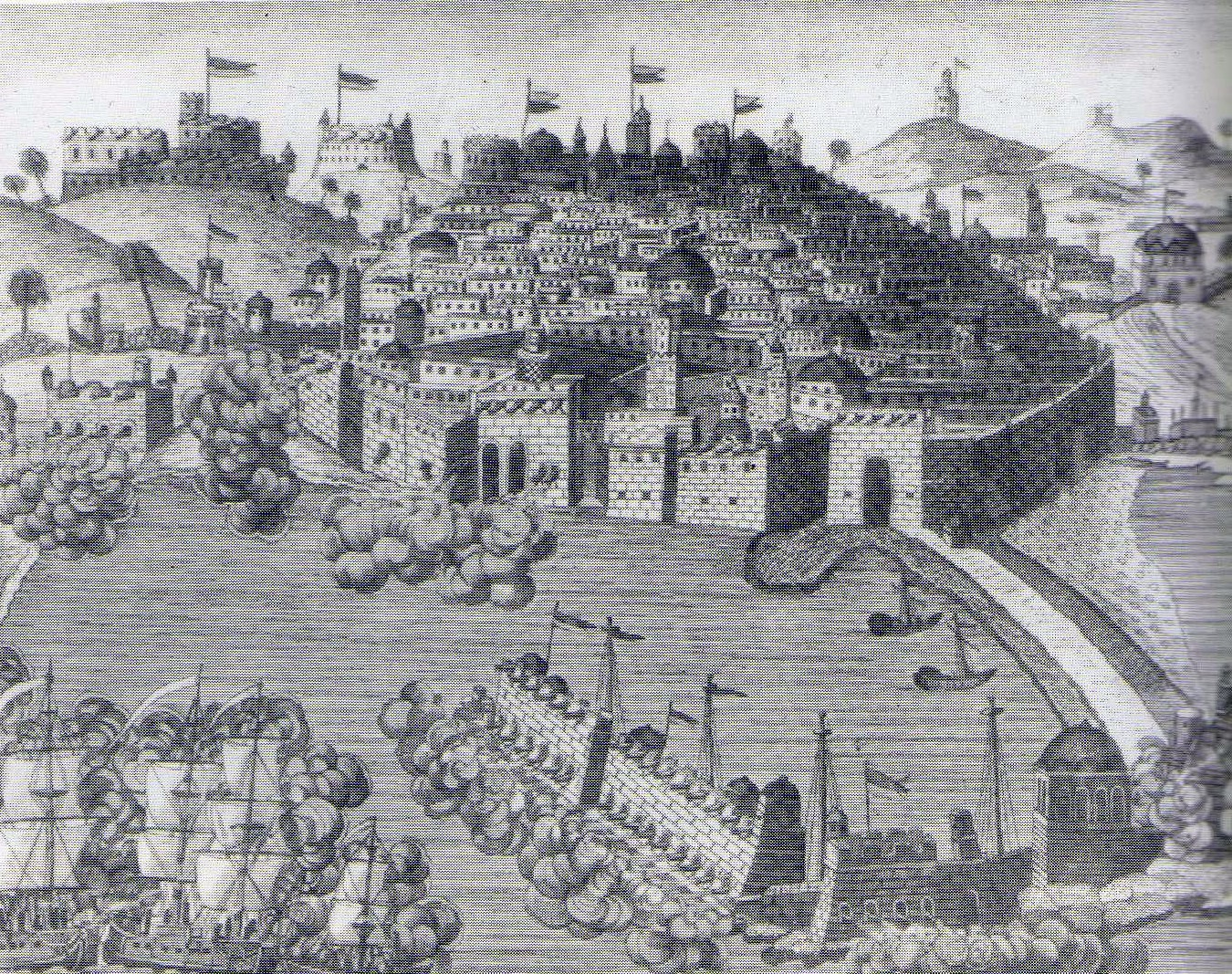
Bombardamento di Algeri da parte di Abraham Duquesne, nel 1682

Quella che invece Luigi XIV formalmente supportò fu l'azione di Duquesne ad Algeri, città che egli bombardò quando il dey locale si rifiutò di liberare degli schiavi cristiani che teneva prigionieri. La squadra di Duquesne giunse quindi davanti ad Algeri il 12 luglio 1682, ma a casa del maltempo venne costretto a ordinare ai suoi capitani (Tourville, Forant, de Pointis, de Lhéry, de Belle-Isle-Erard) di ritardare il bombardamento. Questo ebbe luogo dal 20 agosto e proseguì sino al 5 settembre senza grandi risultati. Algeri era allora il porto meglio difeso di tutto il Mediterraneo, meglio di Genova e ancora meglio di Toulon. Sebbene la spedizione fosse stata un fallimento, il re dovette riconoscere il terrificante effetto che avevano avuto sulla città gli oltre 280 colpi di cannone sparati. Il 18 giugno 1683, la flotta di Duquesne si trovò nuovamente davanti ad Algeri per un nuovo bombardamento che ebbe inizio nella notte tra il 26 e il 27 giugno. Alla mattina del 28, erano già state tirate 217 palle di cannone allorché Duquesne propose al dey di contrattare per la liberazione degli schiavi cristiani. La tregua venne raggiunta il 21 luglio e i bombardamenti ripresero il giorno successivo. Suo nipote Duquesne-Mosnier, che era al comando dell'L'Ardente, venne ferito alla coscia sinistra. La sparatoria continuò sino al 17 agosto quando finirono le munizioni francesi.

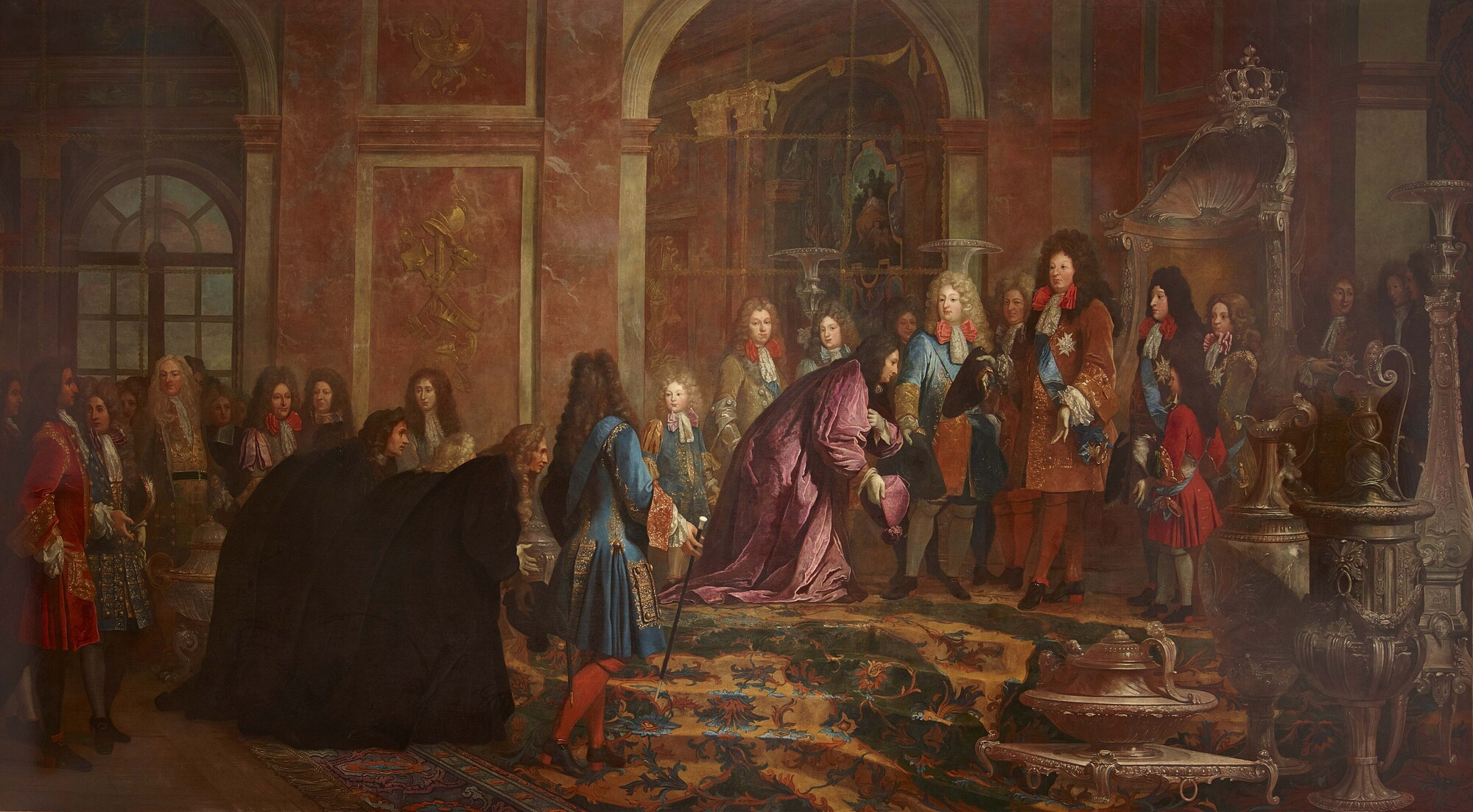
Scuse tributate a Luigi XIV da parte del doge di Genova, Francesco Maria Imperiale Lercari, nella Galleria degli Specchi di Versailles; olio su tela di Claude Guy Hallé, Castello di Versailles

Nel maggio del 1684, fu alla testa di una flotta di quattordici vascelli di linea, venti galere e dieci galeoni da bombardamento dal momento che il ministro della Marina, Seignelay, gli aveva ordinato di bombardare Genova che aveva venduto munizioni ai corsari e ai pirati della reggenza di Algeri. Tra il 18 e il 22 maggio, 13.000 palle di cannone vennero sparate sulla città. Questo bombardamento non fu sufficiente in quanto ancora i genovesi si rifiutavano di interloquire con i francesi e per questo fu necessario lanciare un'offensiva terrestre, affidata al caposquadra de Lhéry (che trovò la morte nell'attacco). La città alla fine si arrese e il doge di Genova, Francesco Maria Imperiale Lercari venne costretto a umiliarsi ai piedi del re di Francia nel maggio del 1685.
Questi interventi vennero progettati come tante dimostrazioni di forza da parte di un sovrano che voleva fare riflettere gli altri stati sulla potenza navale della Francia. Già al primo bombardamento di Algeri del 1682, Colbert ricordò a Duquesne come "la preparazione del bombardamento ha fatto un gran rumore tra i paesi stranieri, e se anche questo non servirà perlomeno avrà il merito di farci stare in pace con quelle persone con le quali di solito non abbiamo speranze di mantenerla a lungo o con quanti l'hanno rotta con tanta insolenza".

#### La religione, un ostacolo a tutte le promozioni

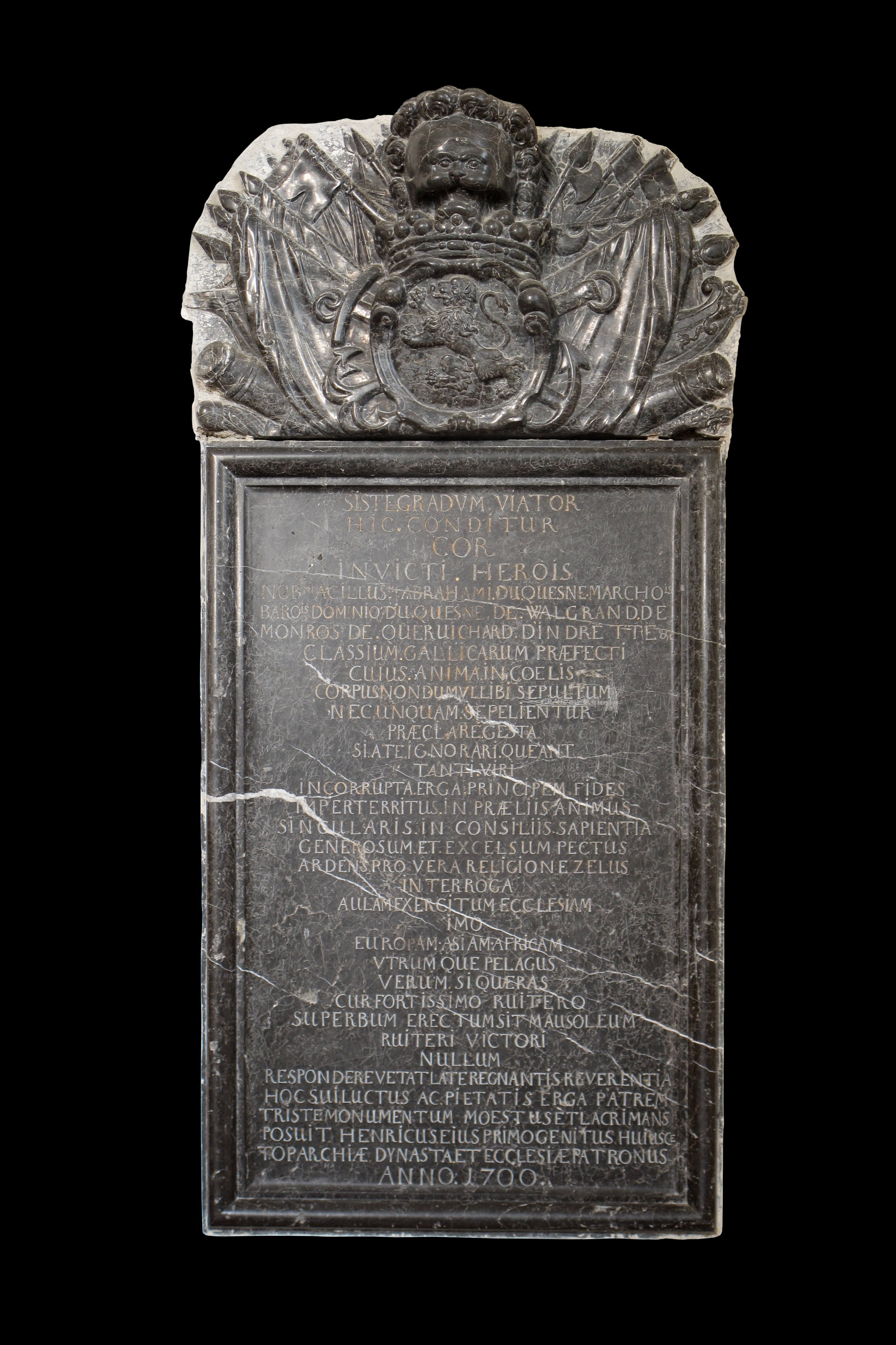
Tomba ed epitaffio del cuore di Duquesne

I numerosi successi accumulati da Duquesne gli fecero ben pensare a una promozione. Lo stesso Colbert si premurò di scrivergli per esprimergli il fatto che il re era pienamente soddisfatto di quanto da lui compiuto, ma che a causa della sua religione, che egli si era sempre rifiutato di abiurare, questo rendeva impossibile elevarlo alla dignità di ammiraglio. In Francia, le successive guerre contro le Province Unite, avevano infatti aumentato i sospetti nei confronti dei protestanti, presenti nell'industria quanto nel commercio e in molti altri campi, e nel 1685 il re proclamò l'Editto di Fontainebleau che revocava l'Editto di Nantes.
Contrariamente ad altri, Duquesne si rifiutò di rinunciare al protestantesimo. Il re gli scrisse «Monsieur, non vi ricompenserò mai abbastanza per i servizi che mi avete reso; ma voi siete protestante e conoscete quali sono le mie intenzioni in merito.» In risposta a questa lettera Duquesne si recò personalmente a Versailles per perorare la sua causa e, quando si trovò a colloquio con Luigi XIV, disse: «Sire, quando ho combattuto per Vostra Maestà non ho considerato se Ella fosse della mia o di un'altra religione.»
Colbert e Bossuet cercarono a quel punto di persuaderlo a convertirsi con la promozione a maresciallo di Francia, ma egli rimase irremovibile sulle sue posizioni. Per ricompensarlo, Luigi XIV lo nominò marchese di Bouchet presso Étampes.
Nel 1685 pur in forza come si è detto dell'Editto di Fontainebleau, fu una delle pochissime persone a cui venne permesso di rimanere in Francia a condizione comunque che non si proclamasse "riformato" in pubblico. Quando domandò il permesso di emigrare non tollerando questa condizione, gli venne rifiutato il permesso e per tutta risposta egli rassegnò le proprie dimissioni dalle forze navali francesi..
Il 1 febbraio 1688 a Parigi ebbe un attacco di apoplessia, all'età di 78 anni, e morì poco dopo. Venne sepolto nel suo castello di Bouchet. Abraham Duquesne possedeva anche il Maniero di Moros a Concarneau.
Una settimana dopo la sua morte, il re ordinò il sequestro di tutti i suoi beni e alla sua vedova lasciò la scelta dell'emigrazione o dell'abiura ed ella scelse di convertirsi per conservare i suoi possedimenti e le sue sostanze. Dei quattro figli della coppia, due si convertirono al cattolicesimo, mentre gli altri due emigrarono in Svizzera dove uno di questi, Henri Duquesne, portò il cuore di suo padre che ancora oggi si trova sepolto nella chiesa di Aubonne, nel cantone Vaud.

## Matrimonio e figli
A Parigi, nel 1661, Duquesne sposò Gabrielle de Bernières, dalla quale ebbe i seguenti figli:
- Henri du Quesne (1662 - 1722), capitano di vascello nel 1674, si rifiutò di abiurare al protestantesimo ed emigrò in Svizzera, prima a Aubonne dove acquistò una villa grazie a un prestito concessogli dal padre di Voltaire e poi a Ginevra. Dal 1715, dopo la morte di Luigi XIV, il reggente gli concesse il permesso di tornare a Parigi per sistemare i suoi affari. Nel 1683 sposò Françoise Bosc, figlia di Laurent Bosc, signore di Servies, consigliere del re presso il parlamento di Tolosa.
- Abraham Duquesne-Monros III (1663 - L'Aia, 22 febbraio 1695), capitano di vascello nel 1683, si rifiutò di abiurare e andò in esilio in Olanda nel 1689.
- Isaac Duquesne (10 settembre 1665 - 1745);
- Jacob Duquesne (1666 - 1741), capitano di vascello. Si convertì e rimase in Francia come il fratello maggiore. Nel 1695 sposò Madeleinne-Françoise Sourcelle.

## Filmografia
La figura di Abraham Duquesne è rappresentata nel film olandese Armada - Sfida al confine del mare (2015).